# Epps (Luizjana)
Epps – wieś w Stanach Zjednoczonych, w stanie Luizjana, w parafii West Carroll.